# アルスランムラト・アマノフ
アルスランムラト・アマノフ（トルクメン語: Arslanmyrat Amanow、1990年3月28日 - ）は、トルクメニスタンとカザフスタンのサッカー選手。トルクメニスタン代表。ポジションはFW。

## クラブ歴

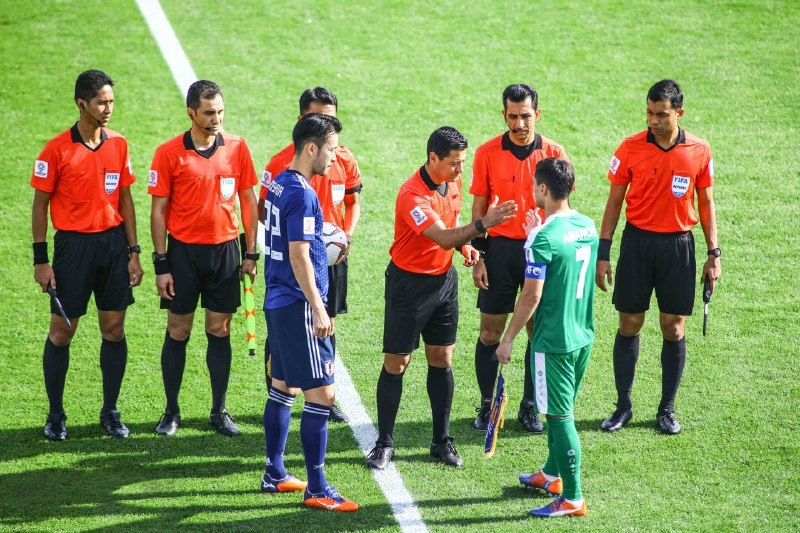
AFCアジアカップ2019、日本代表戦にて（右）

2010年にHTTUアシガバートで選手となった。2012年にFCオクジェトペス・コクシェタウに移籍したが、翌年にHTTUに復帰した。
2014年3月、FCイルティシュ・パヴロダルに移籍。1シーズン在籍し、同年12月に退団。
2015年にFCアルマリクに移籍し、2年在籍した。2017年にFKアルティン・アシルに移籍し、トルクメニスタンに復帰したが、2018年にFKブハラに移籍し、再びウズベキスタンに渡った。2019年1月31日にPFCロコモティフ・タシュケントに移籍。

## 代表歴
2009年10月20日のベトナム代表との親善試合で代表初出場。2010年2月24日、AFCチャレンジカップ2010のタジキスタン代表戦で代表初得点。AFCアジアカップ2019では日本代表から得点した。

## 個人成績
2019年9月1日現在
代表での得点一覧
| No  | 日附           | 場所                                                   | 対戦相手       | 得点 | 結果 | 大会                                   |
| --- | -------------- | ------------------------------------------------------ | -------------- | ---- | ---- | -------------------------------------- |
| 1.  | 2010年2月24日  | コロンボ・スガサダシュ・スタジアム                     | タジキスタン   | 1–0  | 2–0  | AFCチャレンジカップ2010                |
| 2.  | 2011年3月21日  | プタリン・ジャヤ・プタリン・ジャヤ・スタジアム         | パキスタン     | 2–0  | 3–0  | AFCチャレンジカップ2012予選            |
| 3.  | 2012年3月8日   | カトマンズ・ハルチョーク・ランガシャラ                 | モルディブ     | 3–1  | 3–1  | AFCチャレンジカップ2012                |
| 4.  | 2012年3月16日  | カトマンズ・ダサラス・ランガシャラ・スタジアム         | フィリピン     | 1–1  | 2–1  | AFCチャレンジカップ2012                |
| 5.  | 2013年3月22日  | マニラ・リサール・メモリアル・スタジアム               | カンボジア     | 1–0  | 7–0  | AFCチャレンジカップ2014予選            |
| 6.  | 2015年9月3日   | シーブ・シーブ・スタジアム                             | オマーン       | 1–3  | 1–3  | 2018 FIFAワールドカップ・アジア2次予選 |
| 7.  | 2015年10月8日  | アシガバート・コペトダグ・スタジアム                   | インド         | 2–1  | 2–1  | 2018 FIFAワールドカップ・アジア2次予選 |
| 8.  | 2016年3月29日  | コーチ・ジャワハルラール・ネルー・スタジアム           | インド         | 1–1  | 2–1  | 2018 FIFAワールドカップ・アジア2次予選 |
| 9.  | 2018年12月28日 | アンタルヤ・ミラクル・リゾート・ホテル                 | アフガニスタン | 2–2  | 2–2  | 親善試合                               |
| 10. | 2019年1月9日   | アブダビ・アール・ナヒヤーン・スタジアム               | 日本           | 1–0  | 2–3  | AFCアジアカップ2019                    |
| 11. | 2019年9月5日   | コロンボ・コロンボ・レースコース                       | スリランカ     | 2–0  | 2–0  | 2022 FIFAワールドカップ・アジア2次予選 |
| 12. | 2019年10月15日 | クウェート市・ジャービル・アル＝アフマド国際スタジアム | クウェート     | 1–0  | 1–1  | 親善試合                               |
| 13. | 2019年11月14日 | アシガバート・コペトダグ・スタジアム                   | 北朝鮮         | 2–0  | 3–1  | 2022 FIFAワールドカップ・アジア2次予選 |